# Hrabstwo Menominee (Michigan)
Menominee – hrabstwo w stanie Michigan w USA. Siedzibą hrabstwa jest Menominee.

## Miasta
- Menominee
- Stephenson

## Wioski
- Carney
- Daggett
- Powers

## Hrabstwo Menominee graniczy z następującymi hrabstwami
- północ – hrabstwo Marquette
- północny wschód – hrabstwo Delta
- południowy wschód – hrabstwo Door, w stanie Wisconsin
- południowy zachód – hrabstwo Marinette, w stanie Wisconsin
- północny zachód – hrabstwo Dickinson